# Jordanoleiopus partesuturalis
Jordanoleiopus partesuturalis är en skalbaggsart som beskrevs av Stefan von Breuning 1956. Jordanoleiopus partesuturalis ingår i släktet Jordanoleiopus och familjen långhorningar.
Artens utbredningsområde är Kenya. Inga underarter finns listade i Catalogue of Life.